# Gaua
Gaua (dawniej znana jako wyspa Santa Maria) – największa wyspa archipelagu Wysp Banksa. Położona jest w prowincji Torba na Vanuatu. Powierzchnia wyspy wynosi 342 km².

## Geografia
Wyspę pokrywa niezurbanizowany teren aż po szczyt Mount Gharat (797 m), aktywnego i położonego w centrum wyspy wulkanu. Znajduje się w nim kraterowe jezioro zwane Jeziorem Letas. Jest ono jednocześnie największym jeziorem na Vanuatu. Na wschód od jeziora znajduje się wodospad Siri (120 m wysokości).

## Ludność i języki
W roku 2009 populacja wyspy wyniosła 2491 osób. Społeczność zamieszkuje różne przybrzeżne wioski na zachodniej,  południowej i północnej stronie wyspy. Na wschodniej części znajduje się kilka wiosek zamieszkiwanych przez imigrantów z małych wysp Merig i Merelava leżących na południowy wschód od Gaua. Największą miejscowością na wyspie jest Jolap, która leży na zachodnim wybrzeżu wyspy.
Poza językiem używanym przez imigrantów (Mwerlap), na wyspie używa się pięciu języków: lakon, olrat, koro, dorig i nume.

## Odkrycie
Gaua po raz pierwszy została ujrzana przez Europejczyków podczas hiszpańskiej ekspedycji pod dowództwem Pedro Fernándeza de Quirós w dniach 25-29 kwietnia 1606 roku. Wyspa została nazwana Santa Maria.

## Gospodarka
Ludność wyspy prowadzi tradycyjną gospodarkę rolną charakterystyczną dla Melanezji, będącą połączeniem rybołówstwa i ogrodnictwa. Eksportowana jest głównie kopra i kakao. Na wyspie znajduje się lotnisko.